# 名古屋大学混声合唱団
名古屋大学混声合唱団（なごやだいがくこんせいがっしょうだん、Nagoya University Mixed Chorus）は、名古屋大学の混声合唱団である。通称「名混（めいこん）」。

## 概要
主な活動は入学式・卒業式での演奏、小・中学校への訪問演奏会（年に数回程度）、定期演奏会などである。
設立当初から団の運営や練習はすべて団員によって進めることを原則としているが、過去に２回客演指揮者を迎えたことがある。かつては名古屋大学の学生のみであったが、現在では近隣他大学の学生も所属している。
1980年頃まではうたごえ運動の流れに沿ってロシア・東欧民謡や労働歌などをレパートリーの中心としていたが、そのことに異を唱えるメンバーによってグリーンハーモニー（1967年）やコール・グランツェ（1977年）が結成され、分裂したという経緯がある。